# Messor melancholicus
Messor melancholicus es una especie de hormiga del género Messor, subfamilia Myrmicinae. 

## Distribución
Esta especie se encuentra en Armenia y Azerbaiyán.